# صليب الاستحقاق الحربي
صليب الاستحقاق الحربي (بالألمانية: Kriegsverdienstkreuz) كان وسام تكريم في ألمانيا النازية، مُنح في أثناء الحرب العالمية الثانية للعسكريين والمدنيين. وكانت له درجات أربع. قدمت السلطات الألمانية أيضًا مقابلًا مدنيًّا تحت اسم ميدالية الاستحقاق الحربي. أعاد جيش ألمانيا الاتحادية (البوندسفير) منح هذا الوسام في عام 1957 بعد نزع العلامات النازية منه. ومن الجدير بالذكر، أن الولايات والممالك الألمانية خلال القرنين 19 و 20 منحت أوسمة تحت اسم صليب الاستحاق الحربي أيضًا. وضعت حكومة أدولف هتلر الوسام المستخدم في الحرب العالمية الثانية في 1939 وهو يشبه وسام الصليب الحديدي الذي كان يُمنَح في الحروب السابقة، وأعطيت له نفس درجات وسام الصليب الحديدي: صليب الاستحقاق الحربي (الدرجة الأولى)، صليب الاستحقاق الحربي (الدرجة الثانية)، صليب الفارس، وصليب الاستحاق الحربي. أضيفت في أواخر 1944 درجة أخرى للوسام باسم الصليب الذهبي للفارس من صليب الاستحاق الحربي، ومُنحت «على الورق» لاثنين فقط هما فرانز هانه وكارل أوتو زاور. وكان للوسام إصداران، إصدار تظهر فيه سيوف ويُمنَح للجنود للأعمال الاستثنائية غير المرتبطة مباشرة بالقتال؛ وإصدار بلا سيوف، ويُمنح للمدنيين مقابل خدماتهم في دعم المجهود الحربي. ولا يُمنَح المتلقي درجة أعلى من الوسام إلا إذا كان قد حصل على الدرجة الأدنى.
كان شريط الوسام بألوان أحمر-أبيض-أسود-أبيض-أحمر، وهو عكس ترتيب ألوان شريط وسام الصليب الحديدي الذي مُنح في الحرب العالمية الثانية. كان هناك شريط أحمر في منتصف المساحة السوداء من الشريط.

## المنح للمنظمات الصناعية
باقتراح من مدير منظمة الرايخ روبرت لاي ووزير الرايخ للتسليح والذخيرة ألبرت شبير، وافق هتلر على منح تقدير للمصانع الرائدة في المجهود الحربي. ابتداءً من مايو 1942 مُنح 19 مصنعًا ومؤسسة إنتاجية لقب مصنع نموذجي للحرب Kreigsmusterbetrieb، وقُدم هذا التكريم في أربع درجات أيضًا.

## استشهادات
1. ↑  Angolia 1987، صفحات 309, 310.